# Nossa Senhora do Perpétuo Socorro (Santa Maria)
Nossa Senhora do Perpétuo Socorro és un barri de la ciutat brasilera de Santa Maria, Rio Grande do Sul. El barri està situat al districte de Sede.

## Villas
El barri amb les següents villas: Perpétuo Socorro, Vila do Carmo, Vila Getúlio Vargas, Vila Jane, Vila Neumayer, Vila Nossa Senhora do Perpétuo Socorro, Vila Tietze.

## Galeria de fotos

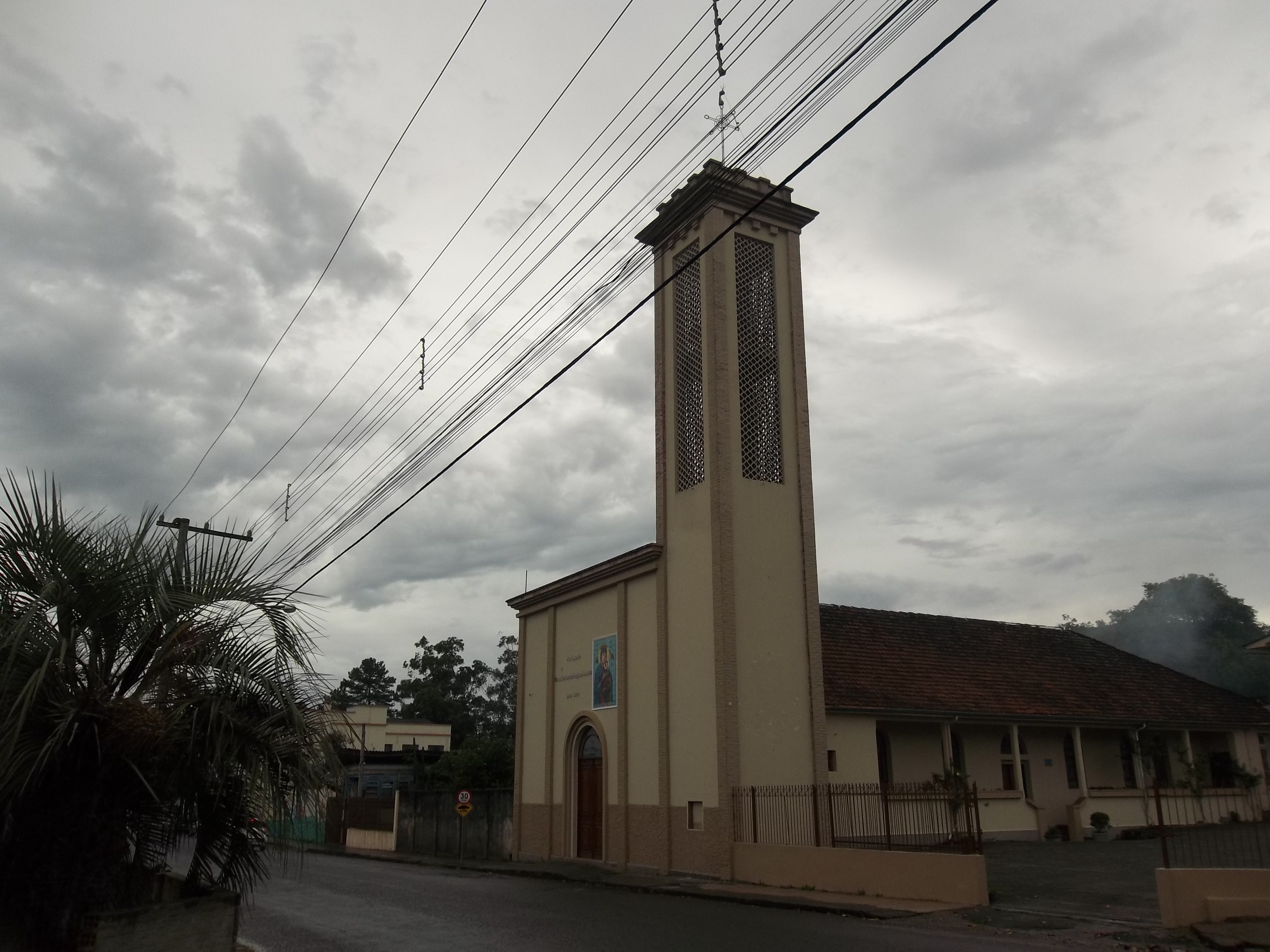
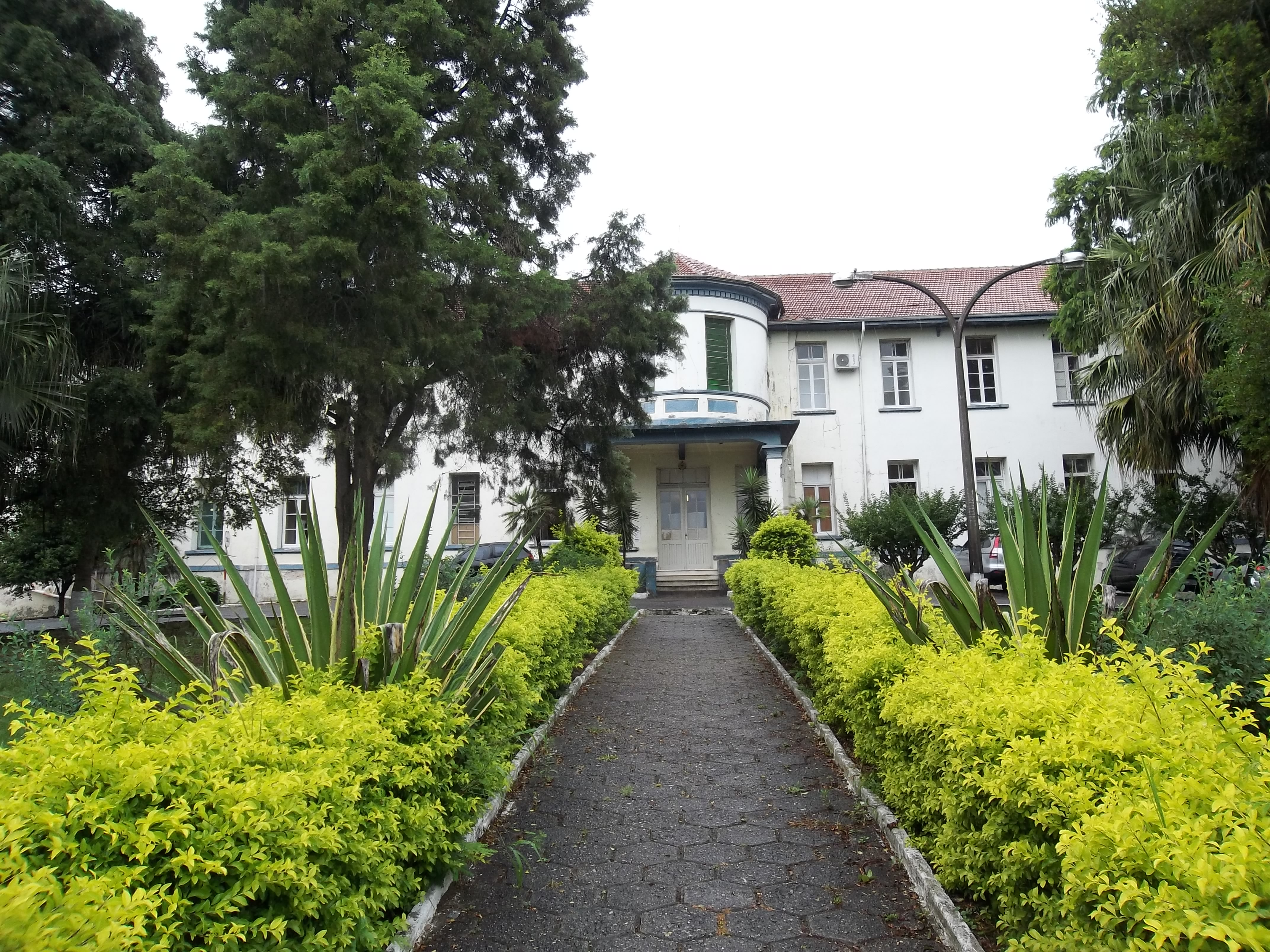
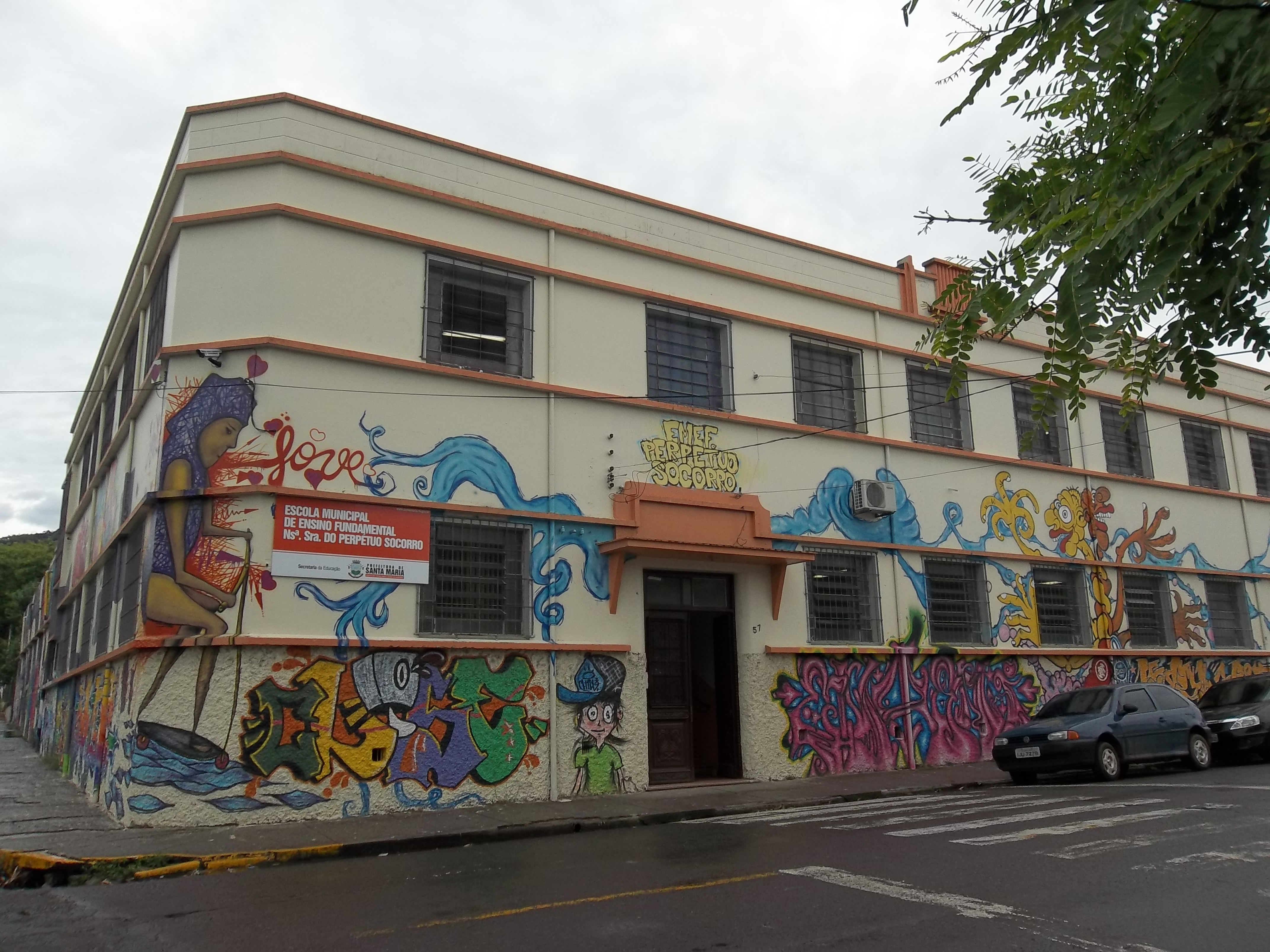

| Santo Antão            | Campestre do Menino Deus          | Campestre do Menino Deus |
| Chácara das Flores     |                                   | Campestre do Menino Deus |
| Salgado Filho Carolina | Nossa Senhora do Rosário / Centro | Itararé                  |